# Paulo d’Eça Leal
Paulo Vicente Pereira d’Eça e Albuquerque Leal (* 15. Juli 1901 in Lissabon; † 18. September 1977) war ein portugiesischer Degenfechter.

## Erfolge
Paulo d’Eça Leal nahm an drei Olympischen Spielen teil: 1924 verpasste er in Paris mit der Mannschaft als Viertplatzierter knapp einen Medaillengewinn. Bei den Olympischen Spielen 1928 in Amsterdam erreichte er mit der Mannschaft erneut die Finalrunde, die hinter Italien und Frankreich auf dem dritten Platz abgeschlossen wurde. Gemeinsam mit Mário de Noronha, Jorge de Paiva, Frederico Paredes, João Sassetti und Henrique da Silveira erhielt d’Eça Leal die Bronzemedaille. Im Einzel schied er in der Vorrunde aus. 1936 kam er in Berlin in der Einzelkonkurrenz nicht über die Halbfinalrunde hinaus, während er mit der Mannschaft Rang fünf belegte.